# Centro del fondo e del biathlon Fabio Canal

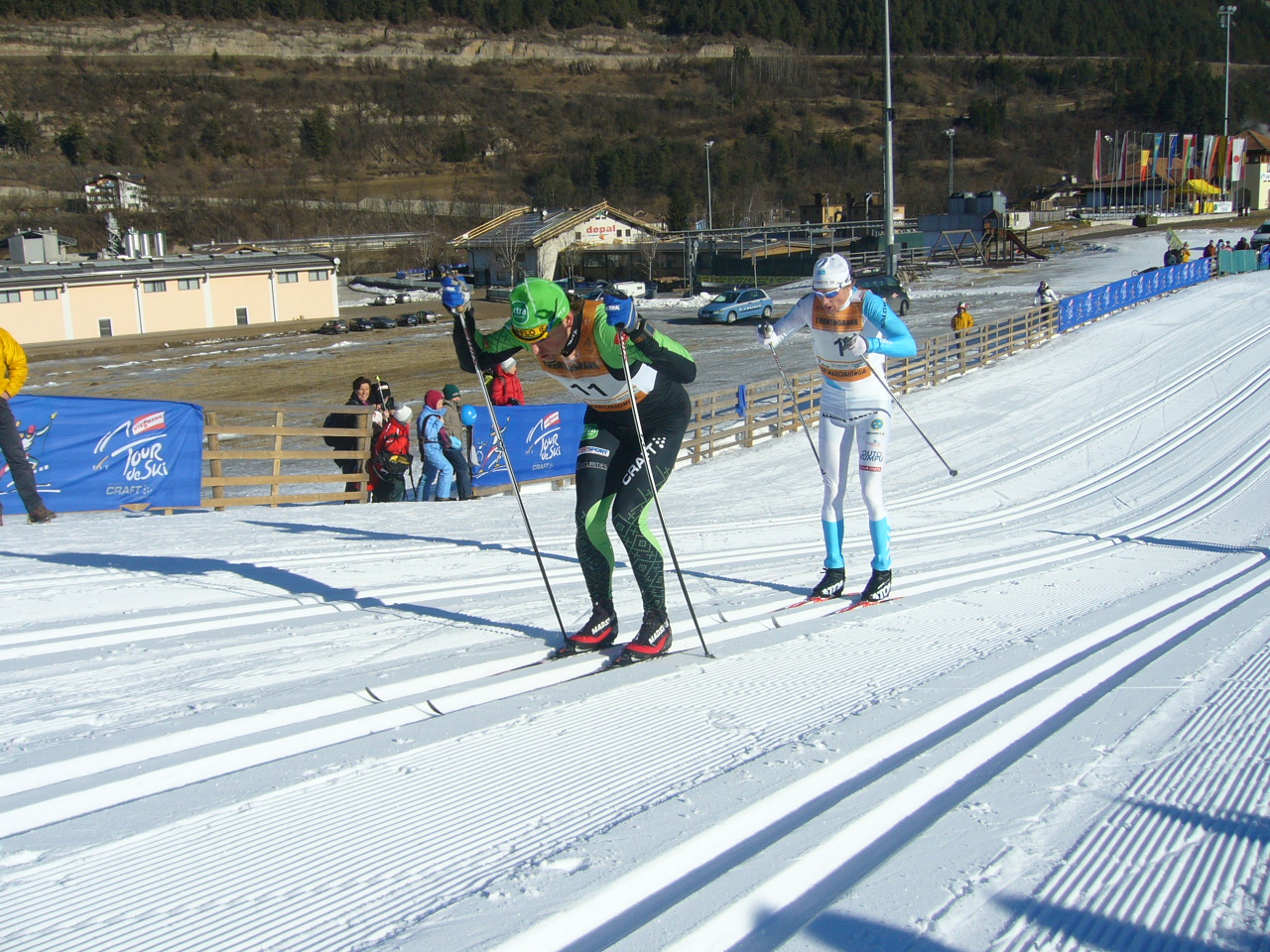
Marcialonga 2011: Jerry Ahrlin seguito da Oskar Svärd durante il passaggio allo Stadio del fondo di Lago di Tesero

Il Centro del fondo e del biathlon Fabio Canal, fino al dicembre 2018 chiamato Stadio del fondo di Lago di Tesero è un impianto sportivo situato in località Lago, nel comune di Tesero, in Val di Fiemme, nella provincia autonoma di Trento.
Costruito negli anni 1990 per i campionati mondiali di sci nordico, nel 2026 ospiterà le gare di sci di fondo e le relative prove di combinata nordica ai XXV Giochi olimpici invernali di Milano e Cortina d'Ampezzo, con l'impianto denominato Tesero Cross-Country Skiing Stadium.

## Storia
Il progetto di realizzare un centro del fondo nacque a metà degli anni 1980, quando si ipotizzò la candidatura della Val di Fiemme per ospitare i campionati mondiali di sci nordico. Nel 1988 il comitato internazionale riunito ad Istanbul decise l'assegnazione dei Campionati mondiali di sci nordico 1991 alla Val di Fiemme.
L'area di Lago di Tesero venne scelta in quanto situata al centro della valle, facilmente raggiungibile (grazie alla nuova strada fondovalle SP232 della val di Fiemme, appositamente realizzata in occasione della manifestazione iridata del 1991) e facilmente innevabile in caso di avverse condizioni meteorologiche e mancanza di neve naturale (lo stadio si trova vicino alla sponda sinistra del torrente Avisio, da cui può essere prelevata l'acqua necessaria per l'innevamento artificiale). La realizzazione del nuovo impianto sportivo costò 3,8 miliardi di lire e fu finanziata interamente dalla Provincia autonoma di Trento.
Dopo il successo del 1991, vennero riassegnati i Campionati mondiali di sci nordico 2003. Dal 1993 al 2016 ha ospitato il Trofeo Topolino di sci di fondo (in seguito denominato Skiri Trophy XCross).
Lo stadio venne ristrutturato a partire dal 2010, in vista dei Campionati mondiali di sci nordico 2013. Tra i numerosi interventi effettuati vi fu la costruzione della nuova palazzina per ospitare le cabine di commento per i giornalisti e un magazzino di 2000 m², l'ampliamento dell'edificio riservato alla sala stampa. Inoltre venne realizzato un poligono di tiro per le gare di biathlon dell'Universiade invernale 2013 (inizialmente assegnata a Maribor, ma poi in extremis affidata al Trentino). Le piste vennero allargate (con un minimo di 9 metri), realizzando anche una salita dopo la partenza e passerelle e gallerie per gli spettatori.
Il 23 dicembre 2018 lo stadio del fondo è stato intitolato alla memoria di Fabio Canal (1958-2008), storico dirigente sportivo fondatore della squadra di fondisti Winterthur Land Service Team e primo presidente del centro sportivo di Lago di Tesero dal 1995 alla morte. Nella stessa cerimonia, la sala riunioni è stata intitolata a Mario Morandini (Panet), mentre la sala stampa è stata dedicata al giornalista Lorenzo Lucianer, caporedattore della TGR della Rai di Trento che seguì tutte le più importanti manifestazioni sportive organizzate in Val di Fiemme.
A seguito dell'assegnazione dei XXV Giochi olimpici invernali e Giochi paralimpici invernali di Milano-Cortina 2026, lo stadio del fondo di Lago di tesere viene desgnato per ospitare le gare olimpiche di sci di fondo e combinata nordica, oltre alle gare paralimpiche di biathlon e fondo. Nel dicembre 2021 la Provincia di Trento stanzia un finanziamento di 11,5 milioni di euro per i lavori di adeguamento della struttura. Nel settembre 2023 i costi di adeguamento vengono stimati in aumento a 22,4 milioni di euro, a causa dell'aumento dei costi dei materiali d'edilizia e all'inserimento di una nuova pista da skiroll nel progetto.

## Caratteristiche
Le piste del centro del fondo della Val di Fiemme ospitano le gare di sci di fondo. Il periodo di apertura dello stadio va da dicembre a metà marzo e, grazie all'impianto di illuminazione, è possibile sciare anche la sera. Le piste di riserva si trovano a quota 1850 m presso il Centro del fondo di Passo di Lavazè.
L'impianto ha ospitato le gare di sci di fondo dei Campionati mondiali di sci nordico 1991, 2003 e 2013, l'Universiade invernale 2013 e varie gare di Coppa del Mondo di sci di fondo. Annualmente si svolge il Trofeo Topolino di sci di fondo e vi transita la Marcialonga.
Le palazzine sono rivestite con legno della Val di Fiemme e munite di certificazione ambientale ISO 14001. Il costo di realizzazione dello stadio è stato finanziato al 95% dalla Provincia Autonoma di Trento e per il 5% dal comune di Tesero.
La capacità massima dello stadio del fondo è di circa 50.000 spettatori.

## Piste

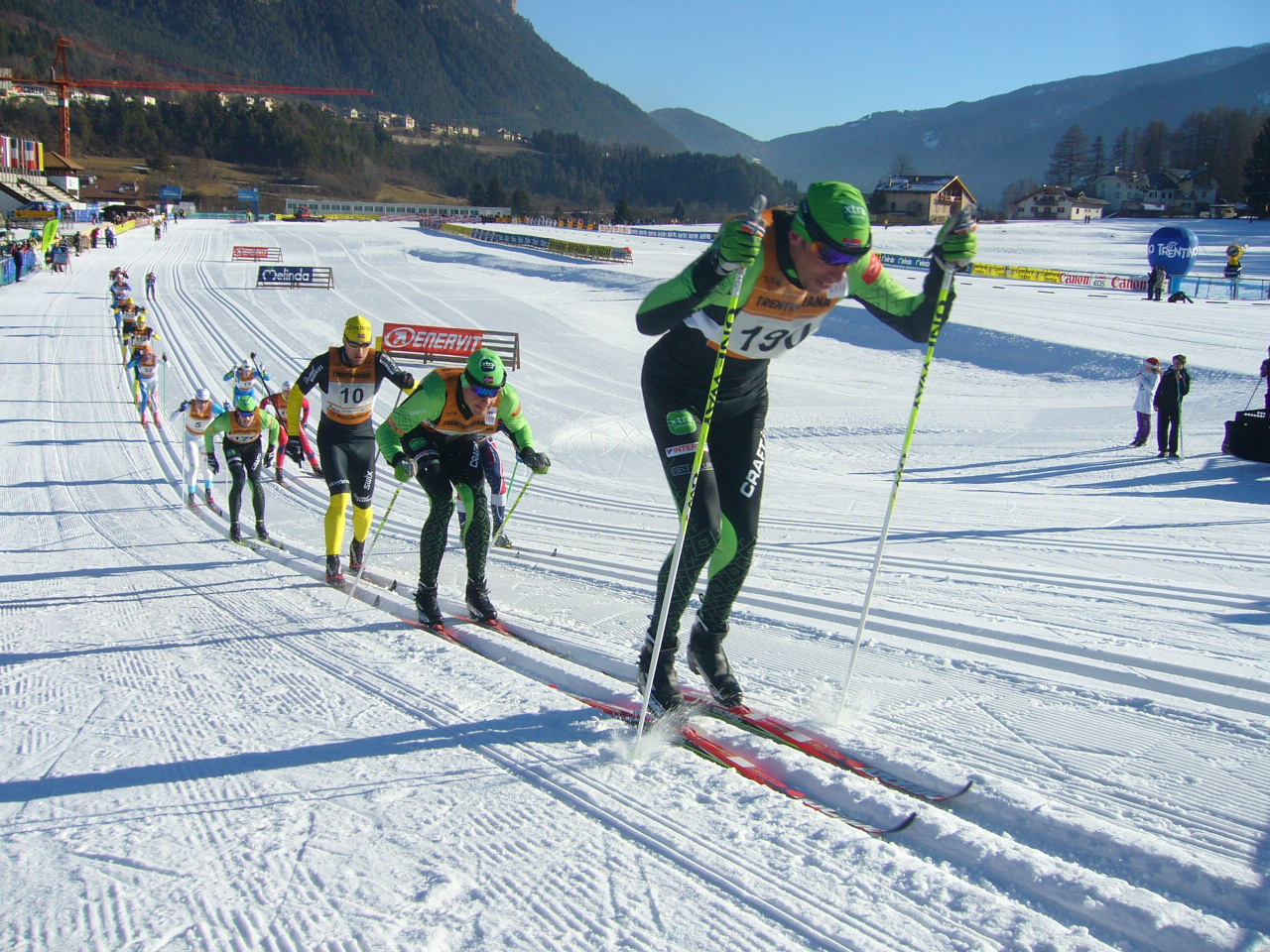
Sciatori durante la Marcialonga 2011 in transito allo stadio del fondo

L'impianto, situato a 850 m s.l.m. ed aperto nella stagione invernale, dispone di 19 km di piste con innevamento programmato (da dicembre a febbraio) ed è collegato con il tracciato della Marcialonga.
La pista ad anello di 3 km è illuminata di sera.

## Servizi
All'interno della struttura è presente la sede della scuola di sci di fondo, un negozio per il noleggio delle attrezzature, un ristorante e una pista da hockey su ghiaccio.
Nelle immediate vicinanze dello stadio è altresì presente uno sferisterio omologato per incontri di tamburello.

## Principali manifestazioni ospitate
- Olimpiadi invernali: 2026 (sci di fondo e combinata nordica)
- Paralimpiadi invernali: 2026 (biathlon e sci di fondo)
- Campionati mondiali di sci nordico: 1991, 2003, 2013 (combinata nordica e sci di fondo)
- Universiadi invernali: 2013 (biathlon, combinata nordica e sci di fondo)
- Campionato italiano di sci di fondo maschile: 1998, 2004 (solo 30 km TC), 2012 (15 kmTL)
- Trofeo Topolino di sci di fondo: dal 1993 al 2016
- Skiri Trophy XCross: dal 2017